# Foursquare
Foursquare és una xarxa social pensada per a telèfons mòbils intel·ligents basada en la geolocalització. Funciona a partir de validar la presència (check in) en ubicacions físiques reals, cosa que permet obtenir punts en funció de determinades condicions (primera validació personal, primera validació entre els amics, primera validació en un tipus d'ubicació nou...) i desbloquejar nivells (badges).

## Història
Aquesta xarxa social la van crear Dennis Crowley i Naveen Selvadurai el 2009 després que Crowley ja hagués creat prèviament un projecte similar, el Dodgeball com a treball universitari al programa de Telecomunicació Interactiva de la Universitat de Nova York. Google va comprar Dodgeball el 2005, la va tancar el 2009 i la va substituir per Google Latitude.

## Característiques
La idea principal de la xarxa és marcar (check-in) llocs específics on un es troba i anar guanyant punts per «descobrir» nous llocs; la recompensa són les "Badges", una espècie de medalles, i les "Alcaldies" (Mayorships), que són guanyades per les persones que més "check-in" fan en un cert lloc en els últims 60 dies.
A partir de la creació de Swarm al maig de 2015, s'ha ocultat els check-ins públics i alcaldies, (però els propietaris de negocis verificats poden sol·licitar accés a aquesta informació) amb la finalitat d'evolucionar com a motor de recomanacions que suggereix llocs interessants.

## Disponibilitat
L'aplicació de Foursquare, orientada principalment a telèfons intel·ligents, compta amb versions per iOS, Android, Java, Windows 8, Windows Phone, Symbian, BlackBerry, PS Vita i Pebble.